# Noord-Europa

Europa wordt door de Verenigde Naties onderverdeeld in de volgende geografische gebieden:
Noord-Europa
West-Europa
Oost-Europa
Zuid-Europa

Noord-Europa is het noordelijke deel van het continent Europa. De Verenigde Naties rekenen de volgende landen tot Noord-Europa:
- Denemarken
  - Faeröer
- Estland
- Finland
  - Åland
- Ierland
- IJsland
- Letland
- Litouwen
- Noorwegen
  - Svalbard
  - Jan Mayen
- Verenigd Koninkrijk
  - Man
  - Guernsey
  - Jersey
- Zweden

In vroegere tijden, toen Europa door het Mediterrane gebied werd overheerst, werd alles ten noorden van de Alpen Noord-Europa genoemd, met inbegrip van Duitsland, een groot deel van Frankrijk, Nederland, België, Luxemburg en Oostenrijk. Deze betekenis wordt soms nog gebruikt in sommige contexten, zoals in besprekingen van de noordelijke renaissance.

## Regio's
Noord-Europa is onder te verdelen in de volgende geografische en of cultuurhistorische regio's:
- Scandinavië: Noorwegen, Zweden en Denemarken
- Noordse landen: Scandinavië plus Finland, IJsland en de Faeröer
- Baltische staten: Estland, Letland en Litouwen
- Britse Eilanden: Verenigd Koninkrijk, Man, de Kanaaleilanden en Ierland

Centraal-Europa ·
Noord-Europa ·
Oost-Europa ·
West-Europa ·
Zuid-Europa ·
Zuidoost-Europa ·
Zuidwest-Europa

Balkan ·
Balticum ·
Britse Eilanden ·
Fennoscandinavië ·
Iberië ·
Kaukasus ·
Nederlanden ·
Noordse landen ·
Romania ·
Scandinavië

MOE-landen ·
Oostblok ·
Westblok